# Janet Fookes
Janet Evelyn Fookes, baronessa Fookes (21 febbraio 1936), è una politica britannica, membro del Partito Conservatore.

## Biografia

### Origini e formazione
Janet Fookes nasce il 21 febbraio 1936. Studia alla Royal Holloway, presso l'Università di Londra. Lavora successivamente come insegnante dal 1958 al 1970.

### Carriera politica
Ricopre la carica di consigliera comunale della cittadina di Hastings dal 1960 al 1961 e dal 1963 al 1970.
Janet Fookes viene eletta membro del Parlamento in rappresentanza del collegio di Merton and Morden alle elezioni generali del 1970 con il Partito Conservatore. All'abolizione di tale collegio, nel 1974, è eletta deputata per il collegio di Plymouth Drake.
Dal 1975 al 1992 Janet Fookes fa parte del consiglio della Royal Society for the Prevention of Cruelty to Animals (RSPCA), di cui è presidente dal 1979 al 1981. Inoltre, è membro della Commonwealth War Graves Commission dal 1987 al 1997. Nel 1989 viene nominata Dama Commendatore dell'Ordine dell'Impero Britannico.
Nel 1992 viene scelta come una dei tre vicepresidenti della Camera dei comuni, rimanendo in carica fino al 1997, anno del suo ritiro dal Parlamento dopo la riduzione del numero di seggi a Plymouth, da tre a due. In totale, è rimasta parlamentare per trentasette anni.
Nel settembre dello stesso anno viene annunciata la sua nomina a pari a vita ed entra quindi alla Camera dei lord. Assume quindi il titolo di baronessa Fookes.
Il 9 dicembre 2002 è nominata vice speaker della Camera dei lord, mentre nel 2006 si candida come Lord speaker, ma viene sconfitta dalla baronessa Helene Hayman.